# 大森翔吾
大森 翔吾（おおもり しょうご、1996年2月19日 - ）は、日本の実業家、技術者、俳優。株式会社CAEN代表取締役CEO（旧社名：株式会社相談箱）。AI搭載SNS「DYSTOPIA」などの開発者として知られる一方、俳優としても活動し、ジールアビリティに所属している。愛媛県松山市出身。

## 来歴
愛媛県松山市に生まれる。両親が演劇をしていた影響もあり、高校時代から演劇活動を行う。俳優活動を続ける目的もあり、2014年4月に上京し、東京農工大学工学部情報工学科に進学。大学在学中も演劇活動を続けた。
2018年に同大学を卒業。卒業研究では「脳波を用いた自動車運転時における違和感の推定」に取り組んだ。同年、同大学大学院工学府情報工学専攻に進学するが、休学期間を経て2021年に中退した。
大学院休学中の2018年4月頃からプログラミングを独学で習得。フロントエンドエンジニアとして株式会社エクスコアにアルバイトで入社し、後に正社員となり約1年半勤務した（～2021年1月頃）。同社ではWebマーティングメディア『Webma』の立ち上げなどに携わった。
エクスコア退職後はフリーランスのエンジニアとして活動。2021年11月、株式会社相談箱（現 株式会社CAEN）を設立し、代表取締役CEOに就任した。

## 主な活動

### 起業家・エンジニアとして
株式会社CAEN（旧 株式会社相談箱）の代表取締役CEOとして、複数のウェブアプリケーションやモバイルアプリケーションの企画・開発・運営を手掛けている。同社はGoogle社のスタートアップ支援プログラム「Google for Startups クラウドプログラム」およびMicrosoft社の「Microsoft for Startups Founders Hub」に採択されている。
2024年には、チーム「ビギナーズラック」の一員として東京都主催の「2024年度 都知事杯オープンデータ・ハッカソン」に参加し、都内の保育園情報を地図上で検索できるアプリケーション「保育園マップ」を発表してファイナルステージに進出した。
また、2023年にはビジネス系YouTubeチャンネル『令和の虎CHANNEL』に出演し、自身が開発・運営するサービス「相談箱」の事業拡大のための投資を求めた。
また、同社は漫画家のやしろあずきやぬこー様ちゃんらをゲストに招き、Q&Aサービス「相談箱」に関連したトークイベントやファン交流イベント（「やしぬこ相談王」、「スナックぬこー様ちゃん」など）を複数回企画・開催している。これらのイベントは、インターネットメディア等でも報じられた。

#### 相談箱
2022年4月5日にβ版をリリースした、インフルエンサー向けの質疑応答（Q&A）サービス。Twitter（現 X）アカウントでログインし、フォロワー1万人以上のユーザーが回答者として登録可能であった。質問者は、投げ銭機能「スーパーレター」を付けて質問を投稿できる。大森自身が俳優として活動する中で、「表現をする人」と「それを受け取る人」の関係性に着目し、双方がより良い関係を築けるようにとの考えから着想したと述べている。
なお、本サービスを通じて行われた料理人稲田俊輔とのQ&Aがまとめられ、『食いしん坊のお悩み相談』としてリトルモアより書籍化されている。

#### DYSTOPIA
2023年9月24日にβ版をリリースした、「誰も傷つかない」をコンセプトとするAI搭載型SNSアプリケーション。ChatGPTを用いたAI技術により、誹謗中傷などの不適切な投稿を自動検知し、表現を穏やかなものに変換してからタイムラインに投稿する機能を持つ。ジョージ・オーウェルのディストピアSF小説「1984年」にインスピレーションを受けており、「AIによる検閲」が人々のコミュニケーションにどのような影響を与えるのか、社会実験的な意味合いも込められている。このコンセプトはSNS上で注目を集め、リリース後3日間でユーザー数が5万人を突破したと報じられた。フジテレビ系『めざましテレビ』やテレビ朝日系ニュース（ABEMA NEWS）など複数のメディアで取り上げられた。BuzzFeed Japanの取材に対し、大森は「誹謗中傷のような言葉をマイルドに言い換えるSNSがあったら皆が幸せになるのでは」と考えたと同時に、「ディストピア的な監視社会ではないか」という問題提起も含め、表現の規制について考えるきっかけになればと開発意図を語っている。一方で、そのAI検閲機能の精度や、差別的な投稿が見逃される可能性、自動変換された投稿に対するユーザー責任の問題点なども指摘されている。西村博之（ひろゆき）は、このサービスについて「失敗すると思う」とコメントしている。

#### その他のプロダクト
- だいたい時計（2024年10月リリース）: 正確な時刻ではなく、おおまかな時間のみを表示する時計アプリ[30]。
- CATS診断（2025年2月リリース）: ユーザーの性格を16種類の猫タイプに分類するWeb診断サービス[31]。
- 2024年には、AI生成ではないイラスト投稿プラットフォーム『notAI』の開発を進めていたが、AIによる制作過程の偽造を可能にする技術（スタンフォード大学の研究チームが発表した「PaintsUndo」）が登場したことにより、当初想定していたAI生成物との区別方法の有効性が失われたとして、同年7月に開発中止を発表した[32]。

### 俳優として
ジールアビリティに所属し、舞台、テレビドラマ、ウェブドラマ、吹き替えなどで活動。

## 主な開発プロダクト
- 相談箱（Webサービス、2022年 - ）[12]
- DYSTOPIA（iOS/Androidアプリ、2023年 - ）[25]
- だいたい時計（iOS/Androidアプリ、2024年 - ）[33]
- CATS診断（Webサービス、2025年 - ）[33]

## 主な出演作品
主な出演作品は以下の通り。

### 舞台
- NICE STALKER
  - 「1999の恋人」（2017年5月、駅前劇場）[34]
  - 「短編 演劇見本市2017」（2017年6月）[35]
  - 「本物高校生VS偽物高校生」（2019年1月、新宿眼科画廊）[36][37] - カイト 役
  - 「暴力先輩」（2019年9月、ザ・スズナリ）[38]
  - 「スペキュレイティブ・フィクション！」（2021年12月、ザ・スズナリ）[39]
  - 新訳「あわれ彼女は娼婦」ワークインプログレス公演（2022年9月、スタジオ空洞）[40]
  - 「ロリコンとうさん」（2023年8月、ザ・スズナリ）[41]
  - 「女子と算数」（2024年12月、ザ・スズナリ）[42][43]
- 2.5次元ダンスライブ TSUKIPRO STAGE キソセカイステージ：eins『ソラヲワタルカゼ』（2020年12月、TACHIKAWA STAGE GARDEN）[44] - ゼッケン 役
- 劇団サラブレッド
  - 「ディスコミュニケーション」（2015年11月）[45]
  - 「かわるがわる」（2016年2月）[46] - 孫 役
- 劇団シャービィシャービィ
  - 「カラフルな人たち」（2015年） - ノア 役
  - 「キミは人格魔女」（2016年2月、北沢タウンホール）[47] - 佐神 役
- 革命アイドル暴走ちゃん
  - 「Dawn of the revolution」ヨーロッパツアー （2015年、Donaufestival（オーストリア）にてヨーロッパツアー公演））[48][49]
  - 「うぇるかむ2015革命の夜明け」（2015年） [50]
  - 「Rebirth オーストラリア凱旋Ver」（2015年10月、豊島区立舞台芸術交流センター）[51]
- サムゴーギャットモンテイプ「おうちにかえる・オブ・ザ・デッド」（2017年6月）[52] - ナオト 役

### テレビドラマ
- 今日から俺は!!（2018年10月 - 12月、日本テレビ） - 不良 役
- この男は人生最大の過ちです（2020年1月 - 3月、朝日放送テレビ） - 経理課レギュラー
- 教場II（2021年1月3日・4日、フジテレビ） - 大森翔吾 役[3]
- ドラゴン桜 第9話（2021年6月20日、TBS） - 藤井 祥 役[3]
- 風間公親-教場0-（2023年4月 - 6月、フジテレビ） - 大森翔吾 役[3]

### ウェブドラマ
- 告ったり、フラレたり #38（2019年11月） - 大塚彰人 役（声のみ）
- さよなら、ハイスクール（2022年、Hulu） - 小石コウヘイ 役[3]

### 吹き替え
- 私のIDはカンナム美人（2020年 - 2021年、ABEMA）[4]